# Castel Menardo
Das Castel Menardo ist die Ruine einer Höhenburg auf dem Colle Ciumina in der Gemeinde Serramonacesca in der italienischen Provinz Pescara, nicht weit entfernt von der Abbazia di San Liberatore a Majella.

## Geschichte
Die Lage des Castel Menardo zwischen dem Flusstal des Pescara und der Majella lässt einen Verteidigungszweck für die Festung gegen die Überfälle der Sarazenen auf die benachbarte Abazzia di San Liberatore a Majella annehmen. Dabei muss die Burg zusammen mit dem Torre di Polegra, der in der diametral entgegengesetzten Richtung wie die Kirche liegt, betrachtet werden.
Es gibt keine sicheren Quellen über den Ursprung der Burg. Die Sage schreibt ihre Gründung, ebenso wie die des Klosters, Karl dem Großen zu, der sie zur Verteidigung der südlichen Grenze seines Reiches erbauen ließ. Höchstwahrscheinlich aber stammt die Burg aus der Zeit zwischen dem 12. und dem 14. Jahrhundert.

## Beschreibung
Der derzeit ruinöse Zustand der Burg erschwert den Wiederaufbau der Gebäude. Der Grundriss ist dreieckig; an einer Ecke befindet sich ein Gebäude mit quadratischem Grundriss, die anderen beiden Ecken waren durch Rundtürme geschützt. Der Baukörper muss zwei Stockwerke gehabt haben; Spuren von Räumen befinden sich unterhalb des Hofniveaus.
Die Burg, die man von der Straße zur Eremo di Sant’Onofrio (dt.: Einsiedelei Sant’Onofrio) aus sieht, ist nur über einen etwa einen Kilometer langen Fußweg erreichbar.